# Río

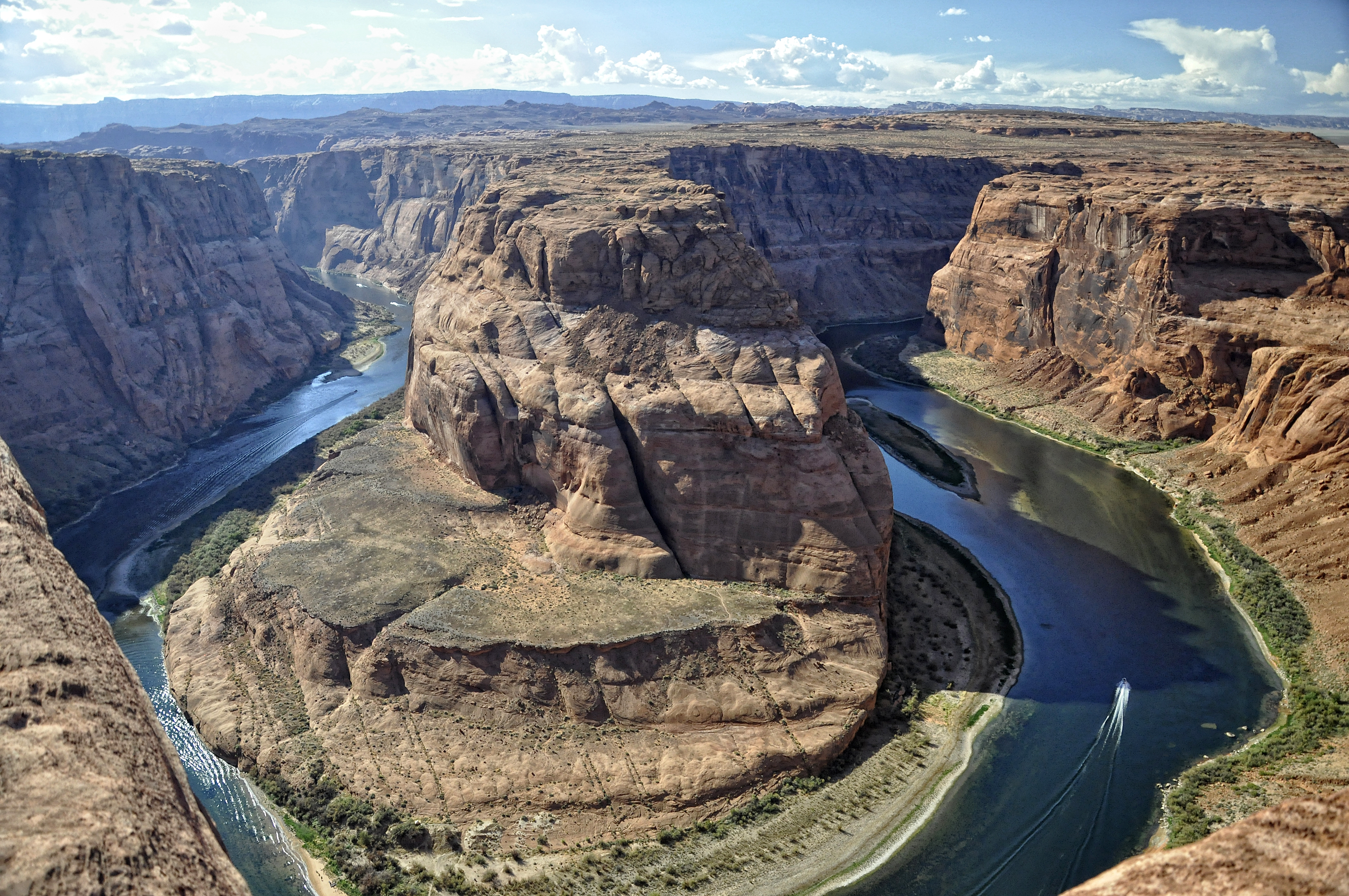
La Curva de la Herradura, en el río Colorado, en el estado de Arizona, Estados Unidos, es un ejemplo de meandro encajado, formado cuando el meandro divagante en un río de llanura se eleva progresivamente, hundiéndose poco a poco en el terreno, por lo que conserva aproximadamente el trazado original. Los meandros encajados se localizan generalmente en regiones de mesetas.

Un río es una corriente de agua que fluye con continuidad por un cauce, ya sea en la superficie terrestre o de forma subterránea, pudiendo ser tanto naturales como artificiales.
Posee un caudal determinado, rara vez es constante a lo largo del año, y desemboca en el mar, en un lago o en otro río, en cuyo caso se denomina afluente. La parte final de un río es su desembocadura. Algunas veces terminan en zonas desérticas donde sus aguas se pierden por infiltración y evaporación (ver río alóctono). 
Los ríos forman parte del ciclo hidrológico. El agua generalmente se acumula en un río de la precipitación a través de una cuenca hidrográfica de la escorrentía superficial y otras fuentes como la recarga de agua subterránea, manantiales y la liberación de agua almacenada en hielo natural y capas de nieve. Para lo perteneciente o relativo a un río, se utiliza el adjetivo «fluvial».
La suma del agua de todos los ríos del planeta y sus embalses supone alrededor del 0'01% del total del agua de la tierra.

## Etimología
Este vocablo viene del latín «rivus», que quiere decir "arroyo" o "río".

## Topografía
Por lo general los ríos, especialmente los más grandes, se dividen en tres partes principales de acuerdo con su capacidad erosiva y de transporte de sedimentos:

### Curso alto
El curso alto de un río es donde estos nacen. Generalmente coincide con las áreas montañosas de una cuenca determinada. Aquí el potencial erosivo es mucho mayor y los ríos suelen formar valles en forma de V al encajarse en el relieve. Cuando esta parte de un río se encuentra en un clima seco pueden denominarse a veces barrancos, ramblas o torrentes.

### Curso medio
Generalmente, en el curso medio de un río suelen alternarse algunas de las áreas o zonas donde el río erosiona y donde deposita parte de sus sedimentos, lo cual se debe, principalmente, a las fluctuaciones de la pendiente y a la influencia que reciben con respecto al caudal y sedimentos de sus afluentes. A lo largo del curso medio, la sección transversal del río habitualmente se irá suavizando, tomando forma de palancana seccionada en lugar de la forma de V que prevalece en el curso superior.
A lo largo del curso medio, el río sigue teniendo la suficiente energía como para mantener un curso aproximadamente recto, excepto que haya obstáculos, como por ejemplo diversas curvas o montículos.

### Curso bajo

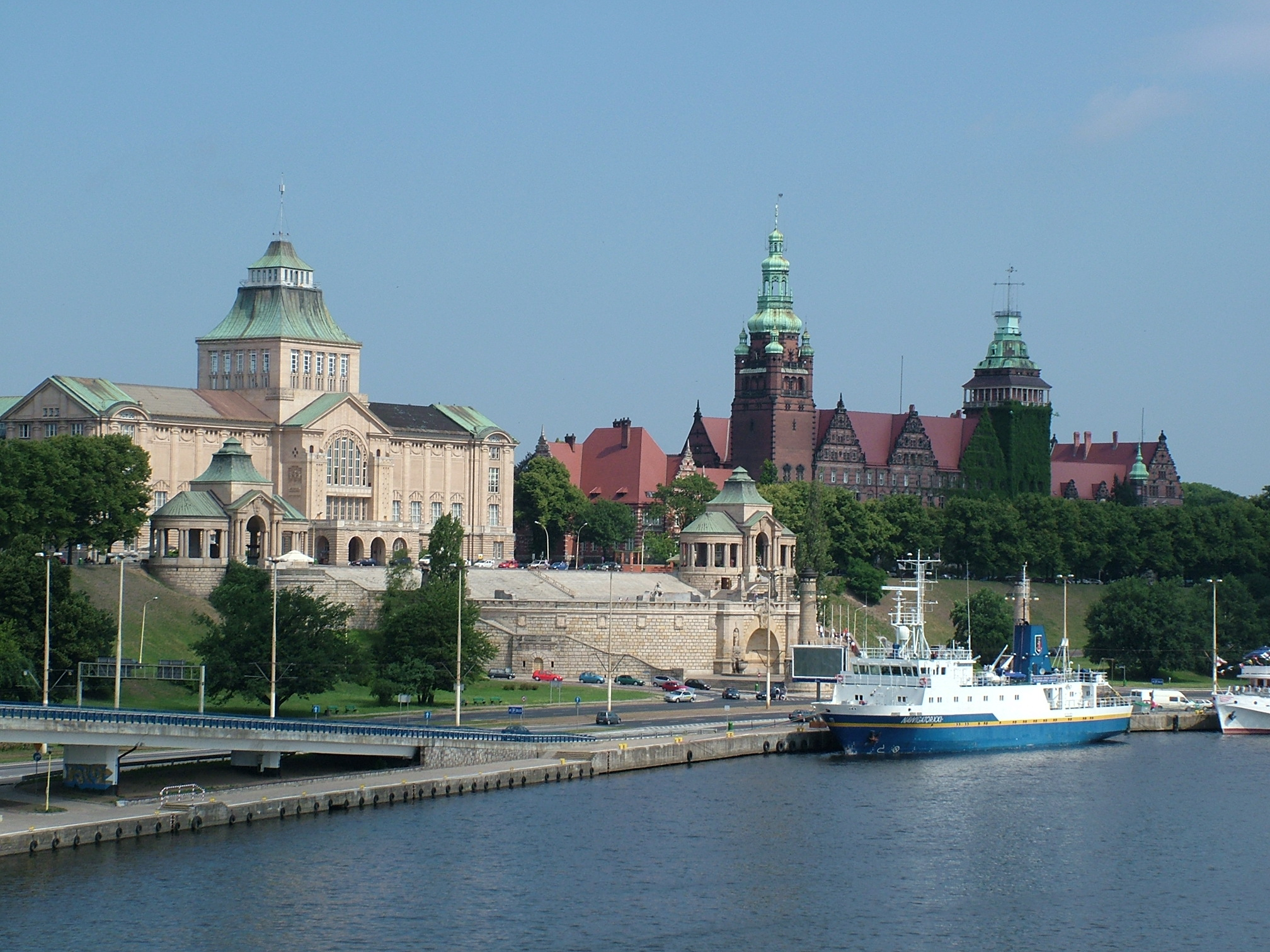
Óder, Szczecin, Polonia

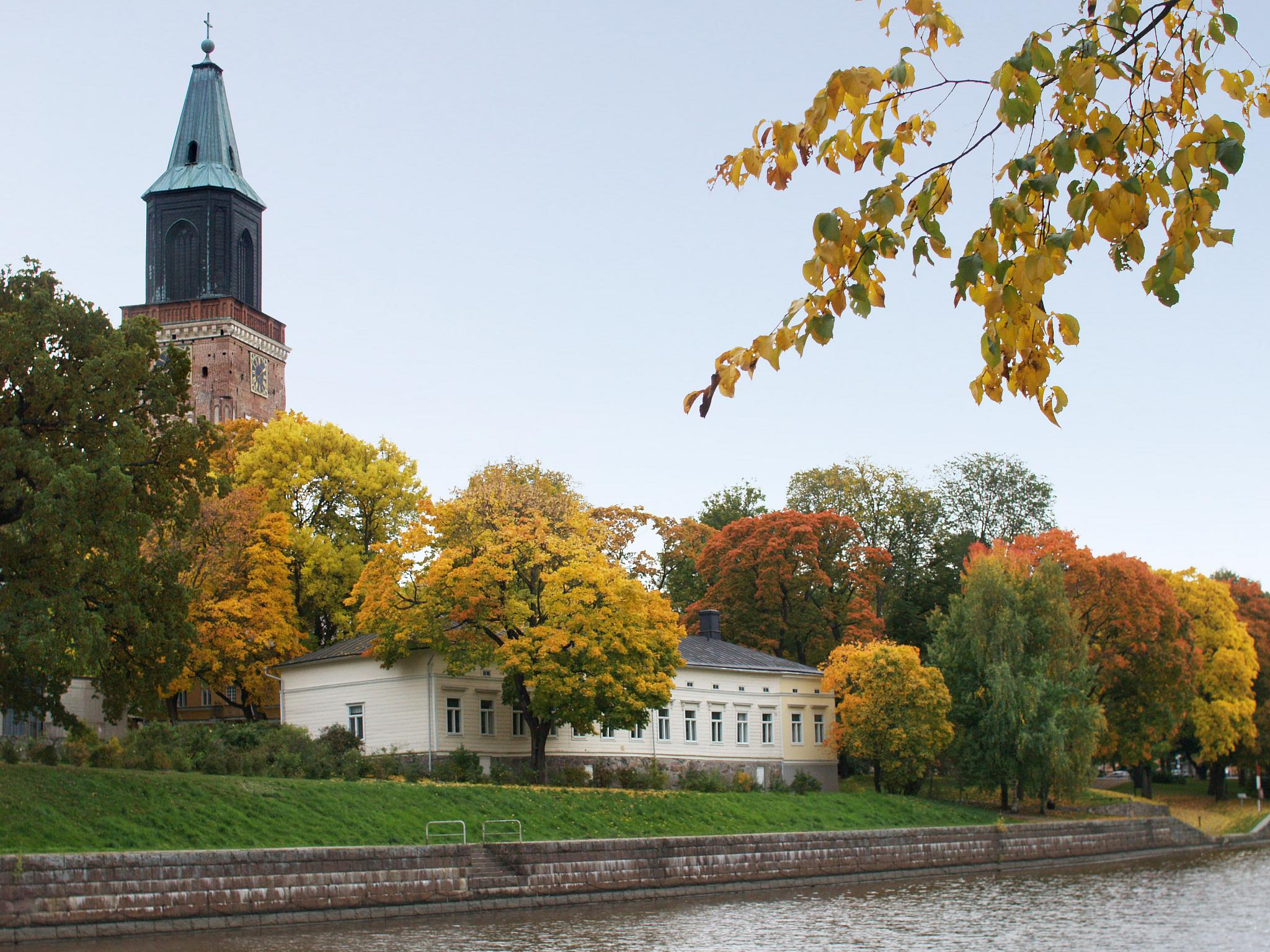
Aura, Turku, Finlandia

Es la parte en donde el río fluye en áreas relativamente planas, donde suele formar meandros: establece curvas regulares, pudiendo llegar a formar lagos en herradura. Al fluir el río, acarrea grandes cantidades de sedimentos, los que pueden dar origen a islas sedimentarias, llamadas deltas y también puede ocasionar la elevación del cauce por encima del nivel de la llanura, por lo que muchos ríos suelen discurrir paralelos al mismo por no poder desembocar por la mayor elevación de las riberas en el río principal: son los ríos tipo Yazoo. De un río que termina en una boca muy ancha y profunda se denomina estuario.

## Clasificación

### Nomenclatura
El río principal suele ser definido como el curso con mayor caudal de agua (medio o máximo) o bien con mayor longitud o mayor área de drenaje. Este concepto de río principal, como el de nacimiento de un río o la distinción entre río principal y afluente, son subjetivos.

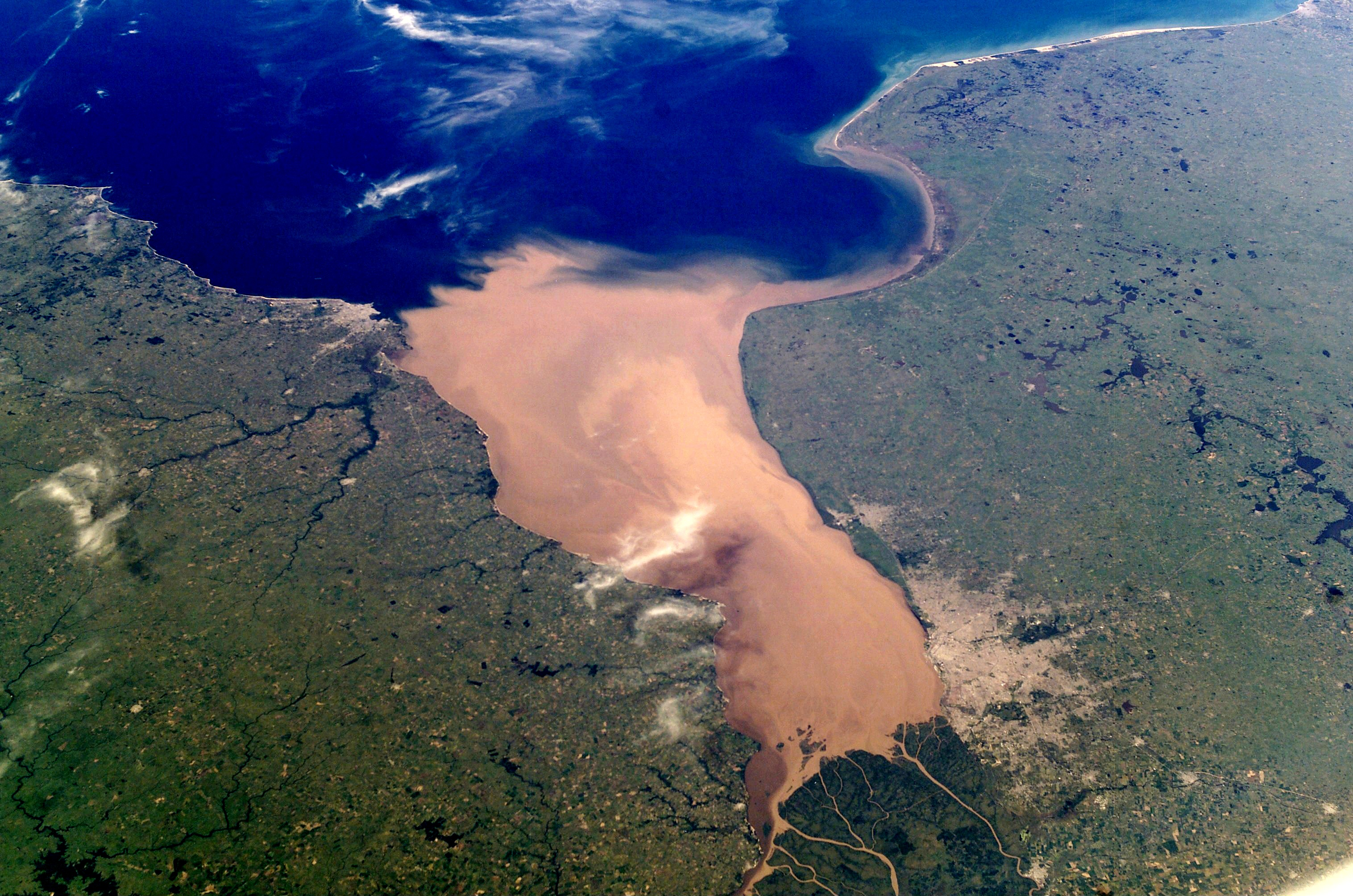
El río de la Plata, entre Argentina y Uruguay, es tradicionalmente considerado el más ancho del planeta.

En muchos casos se presentan dudas acerca del nombre y recorrido de los ríos, sobre todo en cuencas hidrográficas de relieve heterogéneo y de gran extensión, en las que no ha existido un criterio común acerca de las dimensiones del río principal y de sus afluentes. En otros casos, existen varias denominaciones para un mismo río, a lo largo de su recorrido. Ejemplos de ríos cuyos nombres se han discutido con relación a dónde podemos fijar su nacimiento o con afluentes más importantes que el río principal podemos señalar:
- El río Amazonas, con tres afluentes importantes en su parte alta (Marañón, Ucayali, Huallaga) aunque en este caso, se ha tomado al Ucayali, por el curso del río Apurímac, cuyas nacientes están en el Misti, Arequipa, Perú, como el verdadero Amazonas.[12]
- El Nilo, formado por la confluencia del Nilo Blanco y el Nilo Azul.[13]
- El Orinoco, con un afluente más largo que el propio Orinoco en el punto de su confluencia, el Guaviare.[14]
- El Miño, con un afluente más largo y caudaloso en el punto de su confluencia, el Sil.
- El Misisipi-Misuri, siendo el afluente (el Misuri) más largo que el río principal, aunque no más caudaloso, en el punto de su confluencia.
- El Guadalquivir, formado por la parte alta del río con este nombre en su confluencia con el Guadiana Menor, cuya longitud es mayor.

En otros casos, un mismo río tiene nombres distintos a lo largo de su recorrido, especialmente en los casos en que se forman brazos o canales a partir de un cauce y cada uno de esos brazos toma un nombre distinto. Es el caso del Apure (Apure Seco, Apure Viejo y Apurito). También el Magro podría incluirse en este caso (rambla de la Torre, río Magro, Alcalá, rambla de Algemesí, entre otros.)

### Tipos
Los ríos pueden ser clasificados desde diversos puntos de vista, entre los que se destacan:
- Según período de actividad, en ríos perennes, estacionales, transitorios o alóctonos.[15]
- Según su geometría o morfología, pueden clasificarse un río o un determinado trecho, en las siguientes categorías: rectilíneo, sinuoso, meándrico, anastomosado, con islas, en estuarios, en pantanos o manglares, en deltas.[16]
- Según su edad, se clasifica en ríos jóvenes, maduros o viejos.[17]
- Según su condición de estabilidad, puede considerarse un tramo de cauce con estabilidad estática, dinámica, con inestabilidad dinámica o con estabilidad morfológica.[18]
- Sus tramos pueden ser clasificados como de alta montaña, montaña, falda de montaña, intermedio y de planicie.[19]
- Según sus grados de libertad, puede clasificarse como teniendo uno, dos o tres grados de libertad.[20]
- Según el material de las márgenes y del fondo, pueden considerarse como materiales cohesivos, no cohesivos, acorazados, bien graduados o con granulometría extendida, mal graduados o de granulometría uniforme.[21]
- Según las condiciones del transporte sólido, puede considerarse tres tipos de cauces: estable, erosionable y depositante.[22]

## Cuencas
Algunos ríos cortos y torrentes pueden fluir desde su cabecera inicio hasta el mar sin convertirse en afluentes o tributarios de otro mayor, ni recibir agua de otros ríos. En general, un río forma parte de una red de drenaje (o sistema fluvial) ocupando una cuenca hidrográfica. Algunas cuencas abarcan pocos km², en cambio la cuenca del Amazonas se extiende a lo largo de 6,14 millones de km² (véase la lista de las principales cuencas).
Las cuencas de los ríos y sus redes de drenaje pueden cambiar de forma natural en periodos relativamente cortos de tiempo como consecuencia de capturas fluviales.

### Ríos y paisajes
Los ríos erosionan rocas y sedimentos, llegando a abrir cauces y valles, modelando el paisaje en lo que se denomina modelado fluvial. El cauce profundo del río Colorado, ha recortado en algunos lugares hasta una profundidad de 1,5 km, formando el Gran Cañón. Y el cañón del río Majes o río Camaná, en el Perú, es todavía más profundo, con unos 3 km de profundidad.
Los valles fluviales en general tienen forma de V, sobre todo, en las zonas montañosas de levantamiento reciente, pero esta forma se modifica a lo largo del curso del río, ampliando además su tamaño, pendiente, perfil transversal, capacidad de transporte de sedimentos y otras muchas características.

## Biología

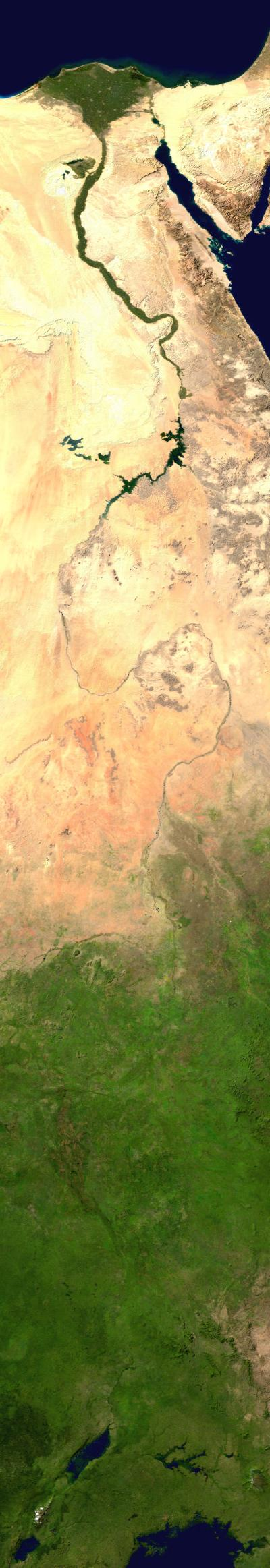
El Nilo, el segundo río más largo del mundo

La flora y fauna de los ríos es diferente a la que se encuentra en los océanos porque el agua tiene distintas características, especialmente la salinidad. Las especies que habitan los ríos se han tenido que adaptar a las corrientes y a los desniveles. Sin embargo, existen numerosas excepciones, como es el caso de los salmones que desovan en las cuencas superiores o montañosas de los ríos, o el de los tiburones de agua dulce de Nicaragua, y también en el caso de las especies marinas que penetran en los deltas oceánicos llevados por la pleamar de las mareas y corrientes oceánicas, tal como sucede en los deltas del Orinoco y del Amazonas. Lo mismo sucede con los estuarios de los ríos, aunque en este caso, la entrada de especies marinas en los ríos suele ser momentánea durante el flujo o pleamar lo cual se debe a que se vacían durante el reflujo o bajamar mientras que en los deltas, lo que cambia durante las mareas es la mayor o menor salinidad de sus aguas.
Algunos peces de agua dulce son: 
- Anguila: nacen en el mar de los Sargazos. Las larvas emigran hacia los ríos europeos y norteafricanos, a donde llegan a los tres años de edad (angulas). En los ríos pasarán entre 4 y 10 años, momento en el que comienzan su migración reproductora hacia el lugar en el que nacieron. Los adultos mueren después de reproducirse;
- Bagre, en América Central y del Sur;
- Barbo, en Europa central.
- Brema: vive en aguas de corriente suaves;
- Caribe o piraña, en los ríos de América del Sur;
- Cachama, en América del Sur;
- Carpa;
- Escardinio: vive en aguas tranquilas y muy llenas de vegetación;
- Esturión, pez euroasiático de gran tamaño, con cuyas huevas se elabora el caviar;
- Gobio;
- Ródeo;
- Rutilo: se adapta a las aguas fangosas aunque prefiere las claras;
- Salmón: nace en ríos de montaña con aguas de corriente rápida y fondos pedregosos. A los tres años emigra hacia el mar y regresa al río para reproducirse;
- Sábalo;
- Temblador, gimnoto o anguila eléctrica (América del Sur);
- Trucha de río: vive en aguas claras y frías, ricas en oxígeno;

Algunos mamíferos cuyo hábitat es el agua dulce son: 
- Castor; en los ríos de América del Norte y Eurasia.
- Delfín rosado; en el río Amazonas y sus afluentes.
- Hipopótamo; en el centro y el sur de África.
- Manatí amazónico; en el río Amazonas y sus afluentes.
- Ornitorrinco; en el este de Australia.

## Funciones y beneficios
- Abastecimiento de agua: Los ríos son fuentes vitales de agua dulce para la vida en la Tierra. Proporcionan agua para el consumo humano, la agricultura, la ganadería y la industria. Muchas comunidades y ciudades dependen de los ríos como su principal fuente de abastecimiento de agua.
- Biodiversidad y hábitat: Los ríos albergan una gran diversidad de especies de plantas y animales. Los ecosistemas ribereños y acuáticos proporcionan hábitats esenciales para muchas especies, incluyendo peces, aves, mamíferos y anfibios. Los ríos también funcionan como corredores ecológicos, permitiendo el movimiento de especies y contribuyendo a la conectividad de los ecosistemas.
- Ciclo del agua: Los ríos desempeñan un papel clave en el ciclo del agua. Actúan como vías de drenaje para la escorrentía superficial, recogiendo y transportando el agua de las precipitaciones hacia los océanos. Además, los ríos recargan acuíferos subterráneos y contribuyen a mantener el equilibrio hídrico en el entorno.
- Control de inundaciones: Los ríos tienen la capacidad de mitigar inundaciones al actuar como conductos naturales para el flujo de agua. Durante periodos de lluvias intensas, los ríos pueden absorber y redirigir el exceso de agua, ayudando a prevenir inundaciones en áreas habitadas y reduciendo el riesgo de daños a la propiedad y a las vidas humanas.
- Recreación y turismo: Los ríos[27] ofrecen numerosas oportunidades recreativas y turísticas. Actividades como la pesca deportiva, el piragüismo, el rafting y los paseos en bote son populares en los ríos. Además, muchos ríos escénicos y paisajes fluviales atraen a turistas, proporcionando oportunidades para el turismo natural, la observación de la vida silvestre y el disfrute de la belleza natural.

## Contaminación
El agua es un recurso renovable en peligro por culpa de la actividad humana. Toda el agua pura procedente de las lluvias, ya antes de llegar al suelo recibe su primera carga contaminante, cuando disuelve sustancias químicas como anhídrido carbónico, óxido de azufre y óxido de nitrógeno, que la convierten en lluvia ácida. Ya en el suelo, el agua discurre por la superficie o se filtra hacia capas subterráneas. Al atravesar los campos el agua del río se carga de pesticidas y cuando pasa por ciudades arrastra productos como naftas, aceites de automóvil, desechos orgánicos, metales pesados, etc. Los ríos muestran una cierta capacidad de deshacerse de los contaminantes, pero para eso necesitan tener un tramo muy largo en el cual las bacterias puedan realizar su trabajo depurador. En un río contaminado por materia orgánica se distinguen tres zonas a partir del punto de contaminación:
- Zona polisaprobia: Es la zona más contaminada, cuenta con una elevada población de bacterias.[29]
- Zona mesosaprobia: Su nivel de contaminación es media, debido a que las bacterias ya han eliminado gran parte de la contaminación orgánica.[30]
- Zona oligosaprobia: El agua está en condiciones similares a las que tenía antes de que se hubiera producido la contaminación.[30]

## Ríos más largos

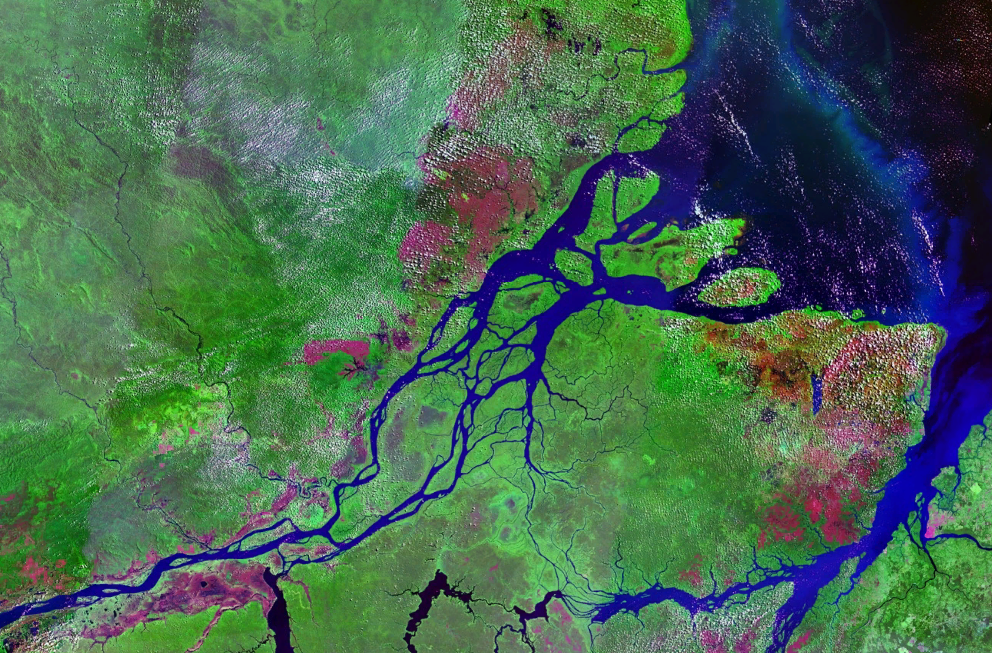
Vista desde un satélite de la desembocadura del río Amazonas, en Brasil.

Resulta difícil medir la longitud exacta de un río debido a las propiedades del terreno por donde fluye. A continuación se listan los 10 mayores ríos del mundo con longitud aproximada:
1. Río Amazonas (7062 km)
2. Río Nilo (6670 km)[34]
3. Río Yangtsé (6380 km)[34]
4. Río Misisipi (6270 km)[35]
5. Río Madeira / Mamoré / Grande (5908 km)
6. Río Amarillo o río Huang He (China) (5464 km)[34]
7. Río Obi (5400 km)[36]
8. Río Paraná-Río de la Plata (4880 km)[37]
9. Río Amur (4410 km)[38]
10. Río Congo (4380 km o 4670 km, según se considere su lugar de nacimiento)[38][39]

## Regulación internacional
Todo estado ejerce soberanía territorial sobre el curso o porción del curso de un río que forma parte de su territorio.
Existen dos categorías de ríos: 
- Los ríos interiores o nacionales, que tienen su curso en el territorio de un Estado.
- Los ríos que en su curso separan o atraviesan el territorio de más de un Estado, llamados también binacionales o multinacionales. Estos ríos pueden ser fronterizos o sucesivos, o ambas cosas a la vez, como es el caso del Danubio y muchos otros.

Los ríos internacionalizados son aquellos en los cuales existe libertad de navegación que según sea más o menos amplia puede ser a favor de todas las banderas o solo de los ribereños.
La policía y administración de un río abierto a la libre navegación suscita numerosos problemas: el régimen aduanero, el pilotaje, los reglamentos de puerto, las tasas, etc. 
La norma general es que en principio la administración de cada sector del río es ejercida por el respectivo ribereño.
Una fórmula que ha llegado a evitar problemas, sobre todo en los ríos europeos donde la concentración de la navegación es muy grande, consiste en el establecimiento de comisiones internacionales de administración fluvial.

## Culto e iconografía

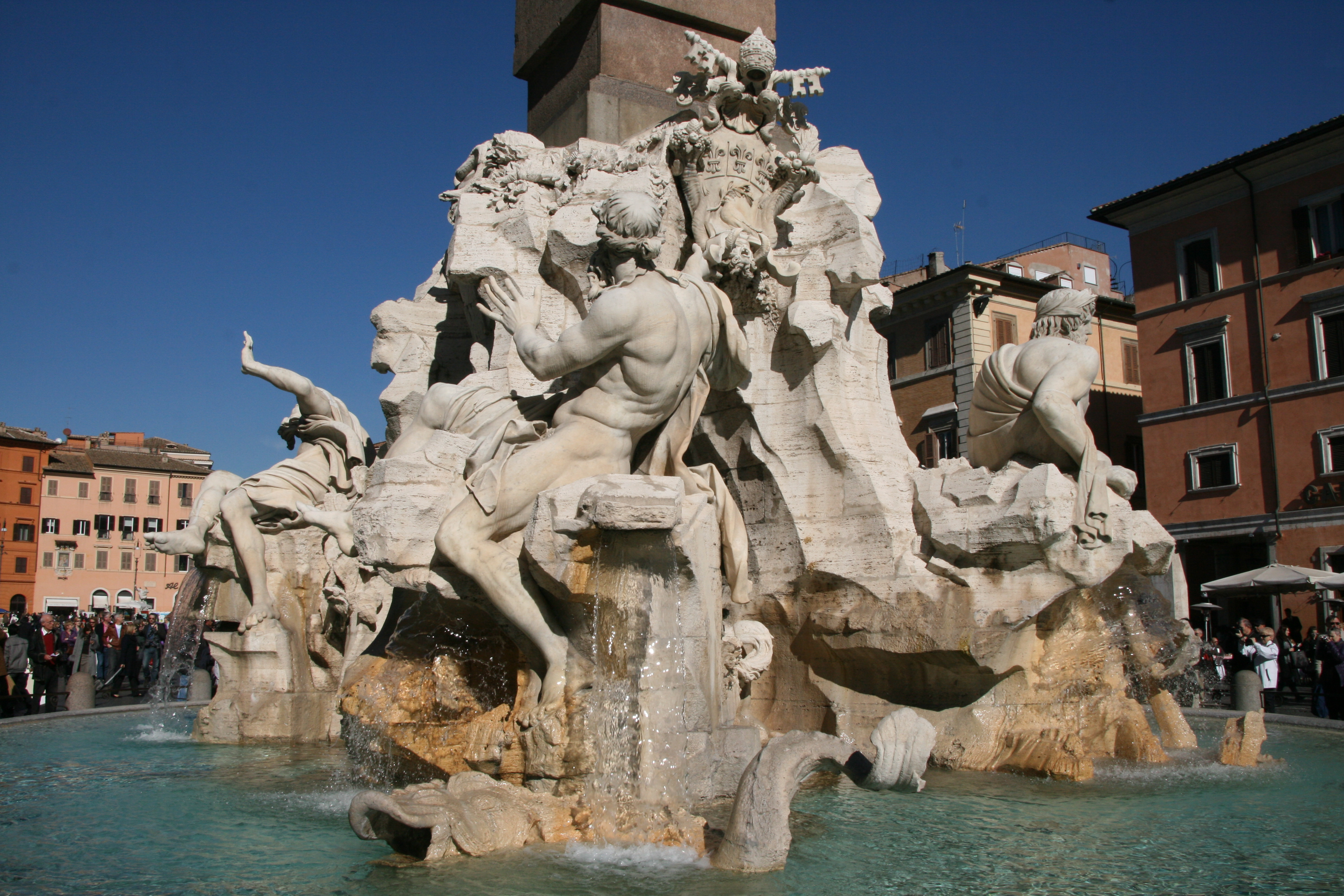
Fuente de los Cuatro Ríos de Bernini en Roma en la que se representan el Nilo, el Ganges, el Danubio y el Río de la Plata.

Las fuentes y los ríos tuvieron en Grecia un culto especial, según se aprecia en las representaciones gráficas. Las fuentes y los ríos están generalmente simbolizados por un hombre robusto, con cierto parecido a Júpiter. Se conocen algunas monedas que los representan bajo el aspecto de mujer, y en otras los ríos aparecen con la figura de un joven desnudo de medio cuerpo, dentro del agua, extendiendo los brazos en actitud de nadar: así se ven en las monedas de Campania y Cilicia. A veces los ríos se muestran con astas o cuernos, quizá porque, al chocar, sus ondas recuerdan al mugido de un buey.
Las fuentes y los ríos que con especialidad se representan en los monumentos, han sido: 
- Acragas, Girgenti Vechio, en Sicilia.
- Alfeo en Arcadia, comarca de Grecia en el centro del Peloponeso, Morea.
- Amenano, Guidicello, cerca del monte Etna.
- Aretusa, fuente en la isla Ortigia, cerca de Siracusa.
- Asines, Falconara, en Sicilia.
- Callirrohe, esto es, "apacibles ondas", fuente en Etolia , cerca de Calidon.
- Caístro, Kitchek-Meinder o el pequeño Meandro en Lidia.
- Eúfrates, que tiene su origen en la Caranitide, provincia de la Armenia Oriental.
- Indo, Sind o el Sindus de Plinio.
- Ister, Danubio.
- Lico, en Vindelicia, parte de los círculos de Suavia y Baviera.
- Meandro, Meinder, en Frigia occidental, cerca de Celenes, en Asia menor.
- Nilo, con sus llamados hijos Menfis y Anchirroha.
- Sagaris o Sangarius, Sakarya, que nace en los confines de Galacia y Frigia, en Asia menor.
- Scamandro o Xanto, Kirke-Keuzler, en el monte Ida en la Trocada.
- Strimon, Stryma Marmari o Rendina , en el monte Hemus de Tracia.
- Tiber, en los Apeninos, hacia las fronteras de la Umbría meridional en Italia.[41]

## Potamología
La potamología es el estudio de las aguas fluviales (del griego Ποταμός potamós = ‘río’), que abarca conceptos como los de su caudal, su cauce, su cuenca, su curso o corriente, el régimen fluvial, la dinámica fluvial, sus perfiles (longitudinal y transversal), sus afluentes y su importancia, la ecología, la flora, la fauna, los recursos hídricos e hidroeléctricos o navegación fluvial, entre otros. Se considera parte de la hidrografía.